# Кампинья-Сур (Бадахос)
Кампиния-Сур (исп. Campiña Sur de Extremadura, эстр. Campiña Sul)  — район (комарка) в Испании, входит в провинцию Бадахос в составе автономного сообщества Эстремадура.

## Муниципалитеты
1. Аильонес
2. Асуага
3. Берланга
4. Кампильо-де-Льерена
5. Касас-де-Рейна
6. Фуэнте-дель-Арко
7. Гранха-де-Торреермоса
8. Игера-де-Льерена
9. Льера
10. Льерена
11. Магилья
12. Малькосинадо
13. Пераледа-дель-Саусехо
14. Пуэбла-дель-Маэстре
15. Рейна (Бадахос)
16. Ретамаль-де-Льерена
17. Трасьерра
18. Усагре
19. Валенсия-де-лас-Торрес
20. Вальверде-де-Льерена
21. Вильягарсиа-де-ла-Торре